# Маоз, Ави
Авигдор «Ави» Маоз (ивр. אֲבִיגְדוֹר "אָבִי" מָעוֹז‎, р. 6 июля 1956 года) — израильский политик, лидер крайне правой партии «Ноам»; в настоящее время является её единственным депутатом в Кнессете.

## Биография
Маоз родился в районе Кирьят-Шмуэль в Хайфе. Сын переживших Холокост Эстер и Исраэля Фишхаймеров. В 1975 году он поступил на службу в Армию обороны Израиля; в 1977 году стал партнёром при создании поселения Мигдаль-Оз в Гуш-Эционе, а затем был секретарем кибуца. С 1980 по 1991 год учился в ешиве.
Маоз был назначен директором Министерства внутренних дел Натаном Щаранским в 1999 году, а впоследствии стал директором Министерства жилищного строительства при министре Эффи Эйтам. Он также был генеральным директором «Исраэль Баалия».

### Политическая карьера
Маоз стал лидером партии Ноам после её создания в 2019 году Маоз и партия Ноам проводят кампанию «еврейской идентичности» Израиля, которая, по мнению Маоза, должна быть крайне правой интерпретацией ортодоксального иудаизма, а также против секуляризма и реформистского иудаизма. Активно выступал против прав ЛГБТ, призывая к запрету Гей-парадов и легализации конверсионной терапии. Выступал против женщин, служащих в Армии обороны Израиля, и призвал к усилению гендерной сегрегации на публичных мероприятиях.
Перед выборами в Кнессет 2021 года он занял шестое место в списке Религиозной сионистской партии и был избран в Кнессет, поскольку партия получила шесть мест.
На выборах в Кнессет 2022 года был переизбран в составе «Партии религиозного сионизма», но 20 ноября 2022 года партия разделилась на три фракции. По соглашению, подписанному 27 ноября 2022 года, Маоз станет заместителем министра в коалиции Биньямина Нетаньяху и возглавит новую организацию, занимающуюся вопросами еврейской идентичности, в которую будет входить контроль над «Нативом» — органом, управляющим иммиграцией из бывших советских стран. Маоз заювил, что хочет изменить израильский Закон о возвращении, чтобы исключить нееврейских внуков евреев и признать миграцией только ортодоксов, обращенных в иудаизм Назначение Маоза вступило в силу 3 января 2023 г..
27 февраля 2023 года Маоз объявил о своем намерении уйти с поста заместителя министра, заявив, что правительство не намерено выполнять коалиционное соглашение Ноама с Ликудом. его отставка вступила в силу 1 марта..

### Личная жизнь
Маоз живёт в Иерусалиме, женат, имеет десять детей.